# Pentaneura elisae
Pentaneura elisae är en tvåvingeart som beskrevs av Ernst Josef Fittkau 1962. Pentaneura elisae ingår i släktet Pentaneura och familjen fjädermyggor. Inga underarter finns listade i Catalogue of Life.